# (9632) Sudo
Pour les articles homonymes, voir Sudo (homonymie).
(9632) Sudo est un astéroïde de la ceinture principale.

## Description
(9632) Sudo est un astéroïde de la ceinture principale. Il fut découvert le 15 octobre 1993 à Kitami par Kin Endate et Kazuro Watanabe. Il présente une orbite caractérisée par un demi-grand axe de 3,00 UA, une excentricité de 0,29 et une inclinaison de 3,4° par rapport à l'écliptique.

## Compléments